# Timothy West (Schauspieler)

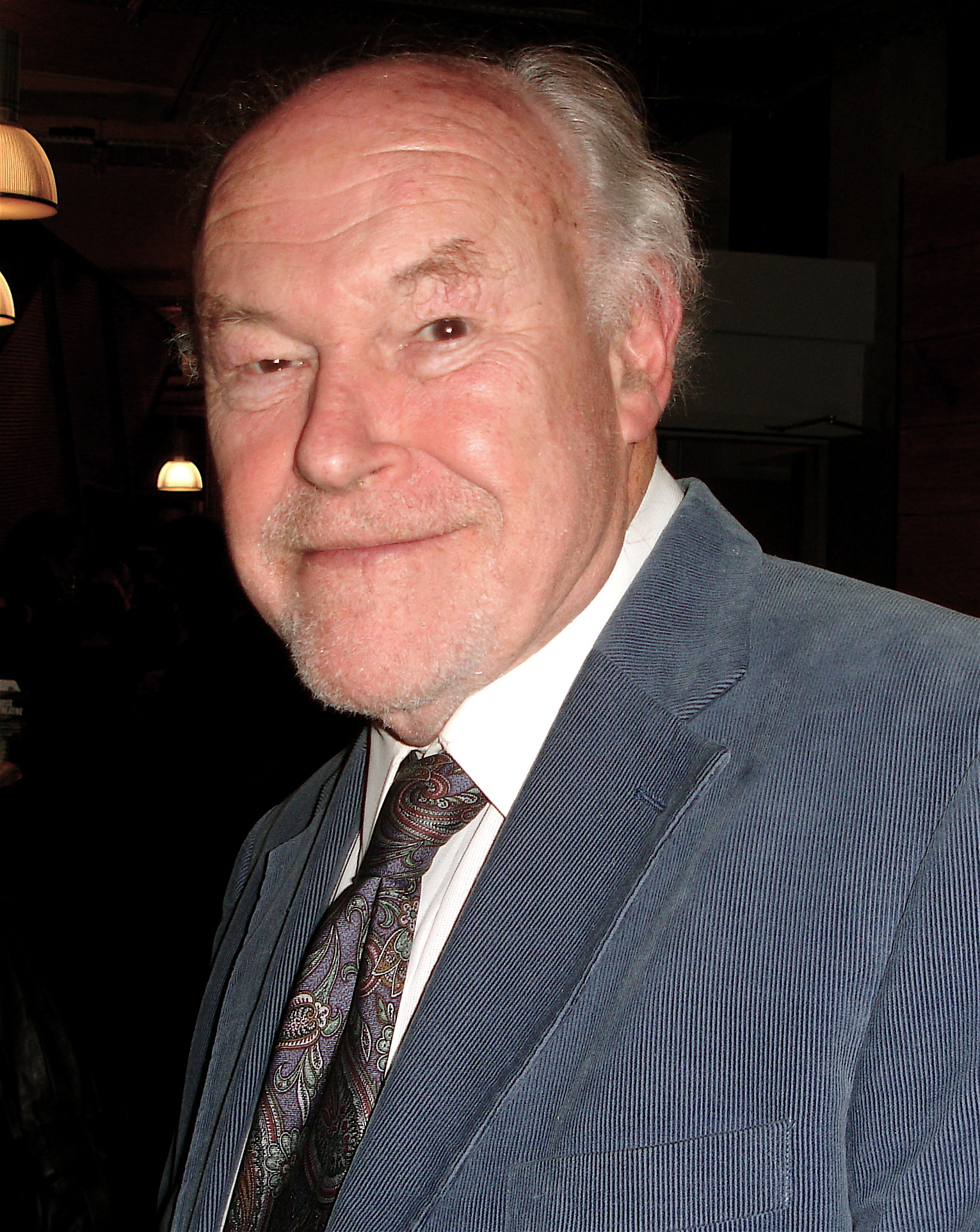
Timothy West (Februar 2010)

Timothy Lancaster West CBE (* 20. Oktober 1934 in Bradford, Yorkshire; † 12. November 2024 in London) war ein britischer Film- und Theaterschauspieler.

## Leben
Timothy West war der Sohn des britischen Schauspielers Lockwood West und dessen Ehefrau Olive. Beide Eltern befanden sich den Großteil des Jahres auf Tournee. Obwohl West selbst keinen Adelstitel trug, stammte er doch von der Familie des Earl De La Warr und somit von Thomas West, 3. Baron De La Warr ab.
West genoss seine Schulausbildung an der John Lyon School im London Borough of Harrow und einem Polytechnikum, ehe er 1956 im Theaterstück Summertime im Theater in Wimbledon erstmals auf der Bühne stand. Es folgten zahlreiche Engagements an weiteren britischen Bühnen, darunter in Northampton und Salisbury. Ende der 1950er Jahre wurde West Mitglied der Royal Shakespeare Company. In deren Produktionen Timon von Athen und Der Kaufmann von Venedig stand West auf der Bühne. Im Laufe seiner Bühnenkarriere spielte er viermal König Lear, zweimal den Falstaff, zudem Onkel Wanja, Baumeister Solness und Willy Loman in Tod eines Handlungsreisenden.
Ab 1959 stand West auch als Schauspieler vor der Kamera, zunächst überwiegend in britischen Fernsehserien. West galt als Experte, wenn es darum ging, ausdrucksstarke, oftmals machtvolle Charaktere zu verkörpern. Zu seinen Rollen zählten unter anderem historische Persönlichkeiten wie Winston Churchill, Michail Gorbatschow und der römische Kaiser Vespasian. In der britischen Miniserie Edward the Seventh stand West 1975 als Eduard VII. vor der Kamera. Einem internationalen Publikum wurde er auch durch Nebenrollen in Kinofilmen wie Der Schakal (1973), Schrei nach Freiheit (1987), Auf immer und ewig (1998), Johanna von Orleans (1999) und Jenseits aller Grenzen (2003) bekannt. Zudem hatte er Gastauftritte in populären britischen Krimiserien wie Agatha Christie’s Poirot, Inspector Barnaby und Lewis – Der Oxford Krimi. Seine letzte größere Rolle hatte er von 2019 bis 2022 als Jeremy Lister in der Serie Gentleman Jack. Sein Schaffen für Film und Fernsehen umfasst rund 150 Produktionen.
Neben seinen Rollen übernahm West mehrmals leitende Funktionen im Theater- und Schauspielbetrieb. Von 1980 bis 1981 war er Künstlerischer Leiter des Theaters in Billingham sowie im Jahr 1982 für wenige Monate Direktor der University of Western Australia. Später amtierte West insgesamt 31 Jahre als Direktor der London Academy of Music and Dramatic Art, einer der führenden britischen Schauspielschulen, ehe er dieses Amt 2018 an Benedict Cumberbatch weitergab.
Timothy West war zweimal verheiratet. Aus einer 1956 geschlossenen kurzen ersten Ehe mit Jacqueline Boyer stammt eine Tochter. Danach war er von 1963 bis zu seinem Tod mit der Schauspielerin Prunella Scales verheiratet; aus dieser Ehe stammen seine Söhne Samuel West (* 1966) und Joseph West (* 1969), die in Edward the Seventh auch seine Filmsöhne spielten. Samuel West ist heute hauptberuflicher Schauspieler. Von 2014 bis 2019 führten Timothy West und Prunella Scales auf dem Fernsehsender Channel 4 durch die Sendung Great Canal Journeys, die sie bei Reisen auf britischen und ausländischen Kanälen zeigte. Das Paar verließ 2020 die Sendung aufgrund Scales’ fortschreitender Demenz-Erkrankung.
Für seine Verdienste um das Theater wurde Timothy West 1984 mit dem Order of the British Empire (CBE) ausgezeichnet. Im November 2024 starb er im Alter von 90 Jahren.

## Filmografie (Auswahl)
- 1959: Theatre Night (Fernsehserie, Folge 2x14 Caught Napping)
- 1967: Anruf für einen Toten (The Deadly Affair)
- 1968: Teufelskreis Y (Twisted Nerve)
- 1969: Big Breadwinner Hog (Fernsehserie, 8 Folgen)
- 1970: Krieg im Spiegel (The Looking Glass War)
- 1970: Randall & Hopkirk – Detektei mit Geist (Randall and Hopkirk (Deceased), Fernsehserie, Folge 1x24)
- 1971: Nikolaus und Alexandra (Nicholas and Alexandra)
- 1973: Hitler – Die letzten zehn Tage (Hitler: The Last Ten Days)
- 1973: Der Schakal (The Day of the Jackal)
- 1974: Weiche Betten, harte Schlachten (Soft Beds, Hard Battles)
- 1975: Edward VII. (Edward the Seventh, Miniserie, 9 Folgen)
- 1975: Hedda Gabler (Hedda)
- 1976: Meetings, Bloody Meetings
- 1977: Die Abenteuer des Joseph Andrews (Joseph Andrews)
- 1977: Des Teufels Advokat (The Devil’s Advocate)
- 1978: Die 39 Stufen (The Thirty Nine Steps)
- 1979: Das Geheimnis der Agatha Christie (Agatha)
- 1979: Crime and Punishment (Miniserie, 2 Folgen)
- 1980: Die unglaublichen Geschichten von Roald Dahl (Tales of the Unexpected, Fernsehserie, Folge 2x01)
- 1980: Der Löwe zeigt die Krallen (Rough Cut)
- 1981: Masada (Miniserie, Folge 1x01)
- 1982: Mörderische Leidenschaft (Murder Is Easy, Fernsehfilm)
- 1982: Oliver Twist (Fernsehfilm)
- 1983–1990: Brass (Fernsehserie, 32 Folgen)
- 1985: Miss Marple – Das Geheimnis der Goldmine (Miss Marple: A Pocketful of Rye, Miniserie)
- 1985: Zärtlich ist die Nacht (Tender Is the Night, Miniserie)
- 1987: Schrei nach Freiheit (Cry Freedom)
- 1988: Afrika, mein Leben (Beryl Markham: A Shadow on the Sun, Fernsehfilm)
- 1988: Der Zug (Lenin: The Train, Fernsehfilm)
- 1992: Eiskaltes Duell (Framed, Miniserie, 4 Folgen)
- 1994: Smokescreen (Miniserie, 6 Folgen)
- 1996: Die Spur des Verräters (Cuts, Fernsehfilm)
- 1997: Expedition in die Geisterschlucht (The Place of the Dead, Fernsehfilm)
- 1997: Rebecca (Miniserie)
- 1998: Auf immer und ewig (Ever After)
- 1999: Johanna von Orleans (Jeanne d’Arc)
- 1999–2000: Die Retter-Ritter (The Big Knights, Fernsehserie, 13 Folgen)
- 2000: Inspector Barnaby (Midsomer Murders, Fernsehserie, Folge 3x03 Der Mistgabel-Mörder)
- 2000: 102 Dalmatiner (102 Dalmatians)
- 2001: Der vierte Engel (The Fourth Angel)
- 2001: Iris
- 2001–2003: Bedtime (Fernsehserie, 15 Folgen)
- 2003: Sinbad – Der Herr der sieben Meere (Sinbad: Legend of the Seven Seas, Stimme)
- 2003: Jenseits aller Grenzen (Beyond Borders)
- 2004: Inspector Lynley (The Inspector Lynley Mysteries, Fernsehserie, Folge 3x01)
- 2004: Waking the Dead – Im Auftrag der Toten (Waking the Dead, Fernsehserie, 2 Folgen)
- 2005: Colditz – Flucht in die Freiheit (Colditz, Miniserie, 2 Folgen)
- 2005: New Tricks – Die Krimispezialisten (New Tricks, Fernsehserie, Folge 2x08)
- 2005: Bleak House (Miniserie, 12 Folgen)
- 2007: A Room with a View (Fernsehfilm)
- 2009: Endgame
- 2010: Lewis – Der Oxford Krimi (Lewis, Fernsehserie, Folge 4x03 Your Sudden Death Question)
- 2010: Agatha Christie’s Poirot (Fernsehserie, Folge 12x02 Die Halloween-Party)
- 2010: Terry Pratchett – Ab die Post (Terry Pratchett’s Going Postal, Miniserie, 2 Folgen)
- 2012: Titanic (Miniserie, Folge 1x02)
- 2012: Run for Your Wife
- 2013: Coronation Street (Fernsehserie, 7 Folgen)
- 2013–2020: Last Tango in Halifax (Fernsehserie, 4 Folgen)
- 2014: Inside No. 9 (Fernsehserie, Folge 1x01 Sardinen-Verstecken)
- 2014–2015: EastEnders (Fernsehserie, 50 Folgen)
- 2018: Shakespeare & Hathaway – Private Investigators (Shakespeare and Hathaway, Private Investigators, Fernsehserie, Folge 1x02)
- 2018: We the Kings
- 2019–2022: Gentleman Jack (Gentleman Jack, Fernsehserie, 16 Folgen)
- 2023: Sister Boniface Mysteries (Fernsehserie, Folge 3x01)
- 2024: Doctors (Fernsehserie, Folge 24x275)